# Руднєв Андрій Володимирович
Андрі́й Володи́мирович Ру́днєв (1983—2014) — старший лейтенант Збройних сил України, учасник російсько-української війни.

## Життєпис
Народився 1983 року в місті Ромни (Сумська область).
Заступник командира самохідно-артилерійської батареї з озброєння, 25-та окрема повітряно-десантна бригада.
5 серпня 2014 року близько 4-ї години ранку при виконанні бойового завдання поблизу Орлово-Іванівки підрозділ бригади потрапив у засідку терористів, внаслідок обстрілів з танків старший лейтенант Руднєв загинув. Тоді ж загинули від прямого влучення снаряду в бойову машину 2С9 «Нона» (бортовий номер «915») молодший сержант Русєв Сергій В'ячеславович, старший солдат Лащенко Артем Сергійович, старший солдат Мельников Віктор Валерійович, старший солдат Міщенко Максим Юрійович, солдат Морозюк В'ячеслав Юрійович та солдат Лащенко Максим Сергійович. Факт смерті встановили не відразу — станом на 9 серпня перебував у списку зниклих безвісти.
Без Андрія лишилися дружина Корнійчук Юлія та двоє дітей — з них донька 2011 р.н.
Похований у місті Ромни.

## Нагороди
- 14 листопада 2014 року за особисту мужність і героїзм, виявлені у захисті державного суверенітету та територіальної цілісності України, вірність військовій присязі під час російсько-української війни, відзначений — нагороджений орденом Богдана Хмельницького ІІІ ступеня (посмертно)
- його портрет розміщений на меморіалі «Стіна пам'яті полеглих за Україну» в Києві: секція 2, ряд 5, місце 18.